# Gina Mazany
Gina Mazany (Anchorage, 19 de agosto de 1988) é uma lutadora estadunidense de artes marciais mistas, que atualmente compete na categoria peso-galo feminino do Ultimate Fighting Championship.

## Biografia
Mazany nasceu em Anchorage. Em sua trajetória, ela já trabalhou em uma academia e vendeu máquinas de neve no Alasca. Quando estava em Seattle, trabalhou como bartender durante a faculdade, e teve um trabalho difícil em uma companhia de jogos, fazendo design. Mazany foi lutadora de boxe amador, e foi aluna do Instituto de Artes de Seattle, se formando em Design Gráfico.

## Carreira no MMA
Mazany fez sua estreia nas artes marciais mistas em 20 de agosto de 2008, no AFC 50 - Summer Showdown. Ela enfrentou Violeta Rodriguez, e saiu vencedora com uma finalização no primeiro round.
Após a estreia, Mazany venceu duas lutas seguidas, uma por nocaute, e foi selecionada para participar do The Ultimate Fighter 18.

### The Ultimate Fighter
Em sua primeira luta no reality show, Mazany enfrentou a americana Julianna Peña. Ela perdeu a luta por decisão unânime após dois rounds, logo sendo eliminada.

### Ultimate Fighting Championship
Mazany fez sua estreia no octógono do UFC contra Sara McMann, no UFC Fight Night: Lewis vs. Browne, em 19 de fevereiro de 2017, em Halifax, Nova Escócia. Ex-desafiante ao cinturão do peso-galo feminino (até 61kg), McMann atropelou a estreante Mazany, e finalizou com um katagatame a 1m14s do primeiro assalto, emplacando seu terceiro resultado positivo seguido. A americana conseguiu a queda rapidamente, foi para a montada e já encaixou a posição, obrigando Mazany a bater em desistência. O revés foi o primeiro da carreira de Mazany, que já tinha quatro triunfos no cartel.
Mazany fez sua segunda aparição no UFC contra Yanan Wu, em 25 de novembro de 2017, no UFC Fight Night: Bisping vs. Gastelum. A peso-galo americana Gina Mazany teve dificuldade, mas venceu a chinesa Yanan Wu por decisão unânime dos juízes (triplo 30-27) na terceira luta do UFC China, ocorrido em Xangai. Mazany, que vinha de derrota para McMann, recuperou-se e conseguiu a quinta vitória em seis lutas na carreira. Já Yanan, que fazia sua estreia no UFC, sofreu a segunda derrota em 11 lutas como profissional.
Mazany enfrentará Lina Länsberg, em 27 de maio de 2018, no UFC Fight Night: Thompson vs. Till.

### Vida Pessoal
Tim Elliott, ex-marido, afirmou que Gina Mazany o traiu várias vezes com seu amigo Kevin Croom, durante a maior parte do casamento, incluindo a noite de núpcias. O lutador revelou que descobriu a traição por meio de mensagens que Gina enviou a uma amiga, contando sobre o caso. Ao ser descoberta, ela confessou tê-lo traído.

## Cartel no MMA
| Cartel no MMA   |            |            |
| 12 lutas        | 7 vitórias | 5 derrotas |
| Por nocaute     | 4          | 3          |
| Por finalização | 1          | 1          |
| Por decisão     | 2          | 1          |

| Res.    | Cartel | Oponente           | Método                                           | Evento                                | Data       | Round | Tempo | Local                    | Notas                                                             |
| ------- | ------ | ------------------ | ------------------------------------------------ | ------------------------------------- | ---------- | ----- | ----- | ------------------------ | ----------------------------------------------------------------- |
| Derrota | 7-5    | Priscila Cachoeira | Nocaute técnico (socos)                          | UFC 262: Oliveira vs. Chandler        | 15/05/2021 | 2     | 4:51  | Houston, Texas           |                                                                   |
| Vitória | 7-4    | Rachael Ostovich   | Nocaute Técnico (chute frontal no corpo e socos) | UFC on ESPN: Smith vs. Clark          | 28/11/2020 | 3     | 4:10  | Las Vegas, Nevada        | Estreia no Peso Mosca.                                            |
| Derrota | 6-4    | Julia Avila        | Nocaute Técnico (socos)                          | UFC Fight Night: Eye vs. Calvillo     | 13/06/2020 | 1     | 0:22  | Las Vegas, Nevada        | Retorno ao UFC. Luta no Peso Galo.                                |
| Vitória | 6-3    | Valerie Barney     | Nocaute Técnico (socos)                          | KOTC: Golden Fights                   | 25/01/2020 | 1     | 3:22  | Grand Junction, Colorado | Estreia no Peso Leve.                                             |
| Derrota | 5-3    | Macy Chiasson      | Nocaute Técnico (socos)                          | UFC 235: Jones vs. Smith              | 02/03/2019 | 1     | 1:49  | Las Vegas, Nevada        |                                                                   |
| Derrota | 5-2    | Lina Länsberg      | Decisão (unânime)                                | UFC Fight Night: Thompson vs. Till    | 27/05/2018 | 3     | 5:00  | Liverpool                |                                                                   |
| Vitória | 5-1    | Yanan Wu           | Decisão (unânime)                                | UFC Fight Night: Bisping vs. Gastelum | 25/11/2017 | 3     | 5:00  | Xangai                   |                                                                   |
| Derrota | 4-1    | Sara McMann        | Finalização (katagatame)                         | UFC Fight Night: Lewis vs. Browne     | 19/02/2017 | 1     | 1:14  | Halifax, Nova Escócia    | Estreia no UFC; Peso Casado (139,5 lbs); Mazany não bateu o peso. |
| Vitória | 4-0    | Katie Halley       | Nocaute Técnico (socos)                          | AFC 124 - Mazany vs. Halley           | 18/05/2016 | 1     | 2:45  | Anchorage, Alasca        |                                                                   |
| Vitória | 3-0    | Priscilla White    | Decisão (unânime)                                | ROTR - Rumble on the Ridge 27         | 16/03/2013 | 3     | 5:00  | Snoqualmie, Washington   |                                                                   |
| Vitória | 2-0    | Jackie Mikalsky    | Nocaute Técnico (socos)                          | TFC 6 - Domination                    | 20/03/2009 | 1     | 1:32  | Edmonton, Alberta        |                                                                   |
| Vitória | 1-0    | Violeta Rodriguez  | Finalização                                      | AFC 50 - Summer Showdown              | 20/08/2008 | 1     | 1:11  | Anchorage, Alasca        | Estreia no MMA.                                                   |

### Cartel noTUF 18
| Res.    | Cartel | Oponente      | Método            | Evento                                          | Data                  | Round | Tempo | Local             | Notas           |
| ------- | ------ | ------------- | ----------------- | ----------------------------------------------- | --------------------- | ----- | ----- | ----------------- | --------------- |
| Derrota | 0-1    | Julianna Peña | Decisão (unânime) | The Ultimate Fighter: Team Rousey vs. Team Tate | 04/09/2013 (exibição) | 2     | 5:00  | Las Vegas, Nevada | Luta Preliminar |